# Dissidia: Final Fantasy
Dissidia: Final Fantasy (ディシディア ファイナルファンタジー Dishidia Fainaru Fantajī?) är ett japanskt action-/äventyrsspel till den bärbara spelkonsolen Playstation Portable. Spelet är utvecklat av Square Enix och släpptes i Japan 18 december 2008.
Spelet släpptes i samband med Square Enixs 20-årsjubileum och innehåller spelfigurer från många tidigare spel i Final Fantasy-serien. Spelet skiljer sig från de övriga i serien genom att vara närmare genren action än äventyr.